# 社会主义民主制
社会主义民主制（英語：Socialist democracy）是一种同时符合社会主义与民主原则的政治制度。它既包括委员会共产主义、民主社会主义和社会民主主义等意识形态，也包括无产阶级专政等马克思主义民主。这一点体现在苏联体系中（1917年至1991年）。
社会主义民主制也可以是一种政治制度，如同苏维埃民主，此制度也可以是民主集中制等政党组织制度，也可以是支持马列主义先锋队政权的政党或政治组织所拥护的民主形式。南斯拉夫社会主义联邦共和国、（1945-1992）、保加利亚人民共和国（1946-1990）和罗马尼亚社会主义共和国（1947-1989）皆自称该国奉行社会主义民主制。
几个倾向于与重新统一的第四国际有联系的政党或团体使用这个标签。政党包括澳大利亚的社会主义联盟、巴西的社会主义民主、爱尔兰的社会主义民主，英国、加拿大和土耳其的社会主义民主党。
中国共产党声称维护社会主义民主原则。中共中央主席毛泽东奉行“人民民主专政”，强调无产阶级专政在民主进程中的重要性。改革开放时期，邓小平提出：民主是社会主义的本质，没有民主就没有社会主义，没有现代化就没有民主。在现任中共中央总书记习近平领导下，中共继续实行社会主义民主制，全国人民代表大会在此制度下选举国家领导人。